# Filip (Riabych)
Filip, imię świeckie Jurij Anatoliewicz Riabych (ur. 23 stycznia 1977 w Lipiecku) – rosyjski duchowny prawosławny, przedstawiciel Patriarchatu Moskiewskiego przy Radzie Europy.

## Życiorys
W 2001 ukończył Moskiewski Państwowy Instytut Stosunków Międzynarodowych. Posiada tytuł kandydata nauk politycznych. 28 sierpnia 2005 został wyświęcony na diakona, zaś 16 października tego samego roku – na kapłana przez metropolitę smoleńskiego i kaliningradzkiego Cyryla. W 2009 otrzymał godność protoprezbitera.
16 lipca 2009 w ławrze Troicko-Siergijewskiej złożył wieczyste śluby mnisze przed arcybiskupem wołokołamskim Hilarionem, otrzymując imię mnisze Filip na cześć świętego metropolity moskiewskiego Filipa. Pracował w Wydziale Zewnętrznych Stosunków Cerkiewnych, od 31 marca 2009 był zastępcą jego przewodniczącego.
25 stycznia 2010 otrzymał godność igumena. 22 marca 2011 Święty Synod Rosyjskiego Kościoła Prawosławnego wyznaczył go na przedstawiciela Kościoła przy Radzie Europy z równoczesnym powierzeniem zadań proboszcza stauropigialnej parafii Wszystkich Świętych w Strasburgu, zwalniając go z funkcji zastępcy przewodniczącego Wydziału Stosunków Zewnętrznych.
26 maja 2019 r. podniesiony do godności archimandryty.